# Рашау-Маркерсбах
Рашау-Маркерсбах (њем. Raschau-Markersbach) општина је у њемачкој савезној држави Саксонија. Једно је од 69 општинских средишта округа Ерцгебирге. Према процјени из 2010. у општини је живјело 5.705 становника. Посједује регионалну шифру (AGS) 14521500.

## Географски и демографски подаци
Рашау-Маркерсбах се налази у савезној држави Саксонија у округу Ерцгебирге. Општина се налази на надморској висини од 420-830 метара. Површина општине износи 39,5 km². У самом мјесту је, према процјени из 2010. године, живјело 5.705 становника. Просјечна густина становништва износи 144 становника/km².